# Do Que te Lembras, Maria
Do Que te Lembras, Maria? é um curta-metragem brasileiro, lançado em 2014 e dirigido por Mara Salla. O curta é baseado em fatos reais.